# Ernest Rabinowicz
Ernest Rabinowicz(ca. 1937 – 3 de abril de 2006) foi um engenheiro mecânico estadunidense.
Rabinowicz foi professor do Instituto de Tecnologia de Massachusetts (MIT) durante 43 anos, antes de aposentar-se em 1993. Conhecido por seu trabalho sobre tribologia, o estudo do projeto, fricção e desgaste de superfícies interagindo, como em mancais.

## Obras
- "Friction and Wear of Materials"
- co-autor com Nathan H. Cook: "Physical Measurement and Analysis"
- co-autor: "Introduction to the Mechanics of Solids"